# Chalinochromis brichardi
Espèce
Synonymes
- Chalinochromis brichardi Poll, 1974

Statut de conservation UICN

 LC  : Préoccupation mineure
Chalinochromis brichardi est une espèce de poissons de la famille des Cichlidae endémiques du lac Tanganyika en Afrique. Elle se rencontre au Burundi, Congo, Zambie et Tanzanie).

## Aquariophilie
Chalinochromis brichardi est une espèce assez répandue dans le commerce aquariophile des passionnés de cichlidae endémique du lac Tanganyika.